# Беллінцона (округ)
Беллінцона (італ. Distretto di Bellinzona) — округ у Швейцарії в кантоні Тічино.
Адміністративний центр — Беллінцона.

## Громади
У таблиці наведено список громад округу станом на 2022 рік, населення та площа станом на 2019 рік.

| Українська назва | Оригінальна назва | Код BFS | Населення | Площа |
| ---------------- | ----------------- | ------- | --------- | ----- |
| Арбедо-Кастіоне  | Arbedo-Castione   | 5001    | 5057      | 21,4  |
| Беллінцона       | Bellinzona        | 5002    | 43279     | 164,2 |
| Ізоне            | Isone             | 5009    | 396       | 12,8  |
| Каденаццо        | Cadenazzo         | 5003    | 2942      | 8,4   |
| Луміно           | Lumino            | 5010    | 1571      | 10,1  |
| Сант'Антоніно    | Sant’Antonino     | 5017    | 2510      | 6,6   |